# Valdefuentes del Páramo
Valdefuentes del Páramo – gmina w Hiszpanii, w prowincji León, w Kastylii i León, o powierzchni 24,17 km². W 2011 roku gmina liczyła 354 mieszkańców.